# 포스 인디아

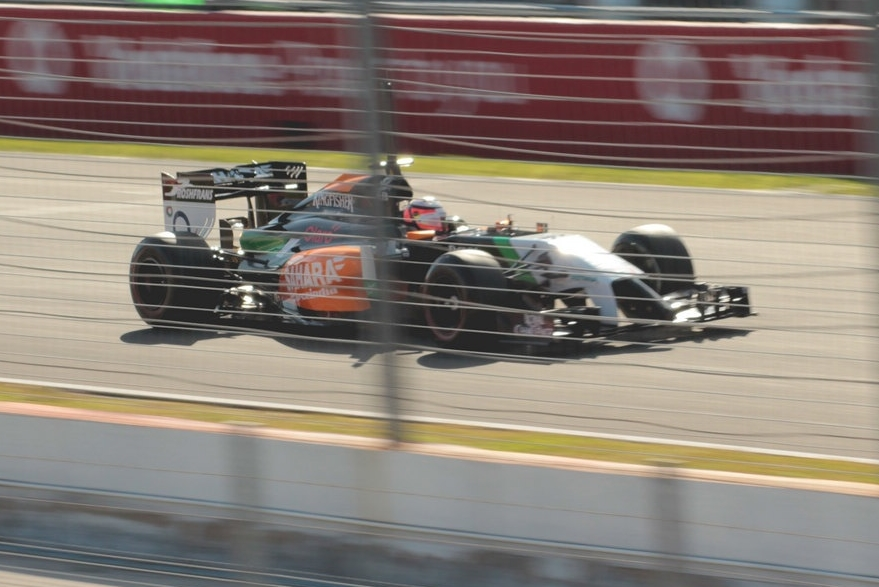

포스 인디아(Force India)는 F1 레이싱 팀중 하나로 2018시즌 에스테반 오콘(Esteban Ocon) 과 세르히오 페레스(Sergio Pérez)가 드라이버로 뛰고 있다.